# Pipin den Ældre
 Der er for få eller ingen kildehenvisninger i denne artikel, hvilket er et problem. Du kan hjælpe ved at angive troværdige kilder til de påstande, som fremføres i artiklen.

Pipin den Ældre (fransk: Pépin l'Ancien) (ca. 585–640) var en frankisk statsmand, der var major domus under merovingerkongerne Klotar 2., Dagobert 1. og Sigibert 2. i Frankerriget.
Hans datter Begga blev gift med Ansegisel, en søn af hans ven biskop Arnulf af Metz. Deres søn var Pipin af Herstal.
1. ↑  Navnet er anført på engelsk og stammer fra Wikidata hvor navnet endnu ikke findes på dansk.